# Mart (planeta)
Mart és el quart planeta del sistema solar atenent la seva proximitat al Sol i el segon més petit, després de Mercuri. Duu el nom del déu de la guerra romà i és conegut com el «planeta vermell» o «planeta roig» per l'efecte de l'òxid de ferro que té a la superfície, que li dona un aspecte rogenc únic entre els astres visibles a ull nu. És un planeta tel·lúric amb una atmosfera tènue i un relleu que recorda els cràters d'impacte de la Lluna i les valls, els deserts i els casquets polars de la Terra.
Com que el seu període de rotació i la inclinació del seu eix de rotació respecte al pla de l'eclíptica són semblants als de la Terra, els dies i les estacions hi tenen una durada comparable. S'hi troben l'Olympus Mons, que és el volcà més gran i la muntanya més alta de tots els planetes del sistema solar, i Valles Marineris, un dels canyons més grans del sistema solar. A l'hemisferi nord, la conca boreal cobreix un 40% del planeta i podria ser el resultat d'un impacte gegant. Els seus dos satèl·lits naturals, Fobos i Deimos, tenen una mida petita i una forma irregular. És possible que es tracti d'asteroides capturats de manera similar a (5261) Eureka, un troià de Mart.
Mart ha estat explorat per diverses naus espacials no tripulades. La primera nau espacial a visitar-lo fou el Mariner 4, que fou llançat per la NASA el 28 de novembre del 1964 i assolí el punt de màxima proximitat al planeta el 15 de juliol del 1965. La sonda detectà el cinturó de radiació de Mart, unes mil vegades més feble que el de la Terra, i transmeté les primeres imatges d'un altre planeta preses des de l'espai profund.
Es continuen estudiant l'habitabilitat de Mart en el passat i la possibilitat que encara albergui formes de vida avui en dia. Evidència geològica proporcionada per missions posteriors suggereix que Mart va estar cobert per aigua en algun punt de la seva història. El 2005, dades de radar van revelar la presència de grans quantitats de gel d'aigua als pols i en latituds mitjanes. L'astromòbil Spirit va analitzar compostos químics que contenien molècules d'aigua el març del 2007; la sonda Phoenix va agafar una mostra de gel d'aigua directament en terreny superficial de Mart el 31 de juliol del 2008.
A Mart, hi ha set naus funcionals: cinc en òrbita –Mars Odyssey, Mars Express, Mars Reconnaissance Orbiter, MAVEN i Mars Orbiter Mission– i dues a la superfície –Curiosity i Perseverance. També hi ha naus ja no funcionals com Spirit, Phoenix i Opportunity. Observacions del Mars Reconnaissance Orbiter han revelat possible aigua en moviment durant els mesos més càlids de Mart. El 2014, l'astromòbil Curiosity de la NASA va descobrir que el sòl marcià conté entre un 1,5% i un 3% d'aigua per massa (però no fàcilment accessible, ja que està combinada amb altres compostos).
Mart es pot veure fàcilment des de la Terra a ull nu, amb el seu color vermellós característic. La seva magnitud aparent pot arribar a −3.0, tan sols superada per Júpiter, Venus, la Lluna i el Sol. Els telescopis òptics des de la superfície poden arribar a resoldre característiques de fins a 300 km quan la Terra i Mart estan més a prop.

## Noms
Mart ja era conegut des de la més remota antiguitat. Els egipcis l'anomenaven «Her Deschel» que significa 'el Vermell'. Els babilonis el coneixien sota el nom de «Nirgal» o 'l'Estrella de la Mort'. Els antics grecs el van identificar amb el déu de la guerra, Ares. Però van ser els romans qui li van donar el seu nom modern, a partir del seu propi déu de la guerra, Mart.
El color roig del planeta Mart, clarament visible a ull nu, va fer que se'l considerés des d'antic relacionat amb la sang, la guerra i la mort. A vegades, es fa referència a Mart com el Planeta Roig.

## Característiques generals
El planeta Mart té una forma lleugerament el·lipsoïdal, amb un diàmetre equatorial de 6.794 km i un diàmetre polar de 6.750 km. Mesures micromètriques molt precises han donat un aplatament de 0,01, tres vegades més gran que el de la Terra. A causa d'aquest aplatament, l'eix de rotació és animat d'una lenta precessió deguda a l'atracció del Sol sobre la inflor equatorial del planeta; però la precessió lunar, que en el nostre planeta és dues vegades més gran que la solar, no té el seu equivalent a Mart.
Mart és un món molt més petit que la Terra. Les seves principals característiques, en proporció amb les del globus terrestre, són les següents: diàmetre 53%, superfície 28%, volum 15% i massa 11%. Com que els oceans cobreixen el 71% de la superfície terrestre i Mart no té mars, les terres d'ambdós mons tenen aproximadament la mateixa superfície. La densitat és inferior a la de la Terra, i és 3,94 vegades la densitat de l'aigua. Un cos a Mart pesaria 1/3 del seu pes a la Terra, a causa de la dèbil atracció gravitatòria.

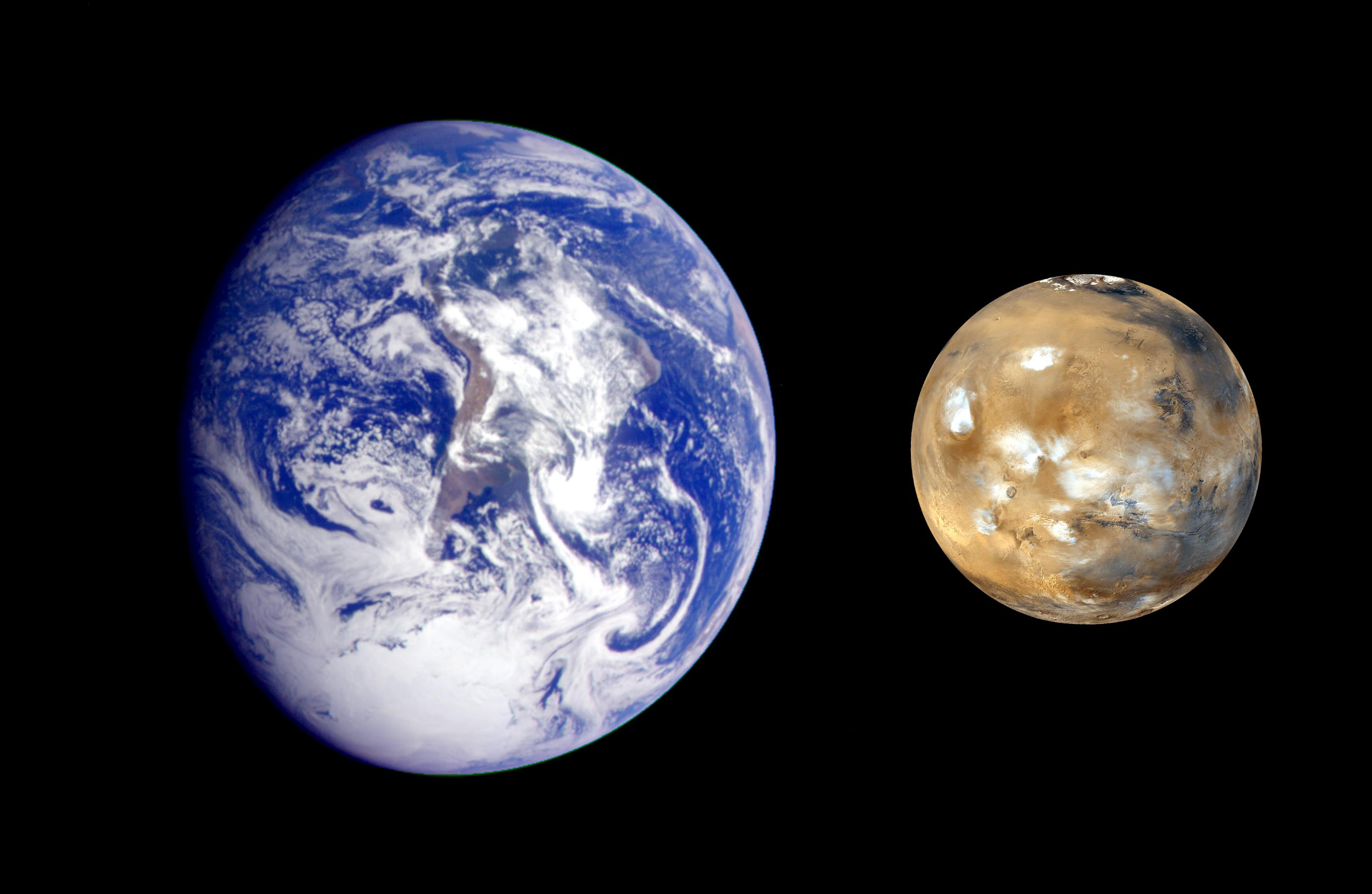
Grandària de Mart comparada amb la Terra

Vistes des de la Terra i amb telescopis modestos, algunes de les característiques de la superfície marciana tenen l'aparença de «taques» més o menys fosques i ben delimitades, que són excel·lents punts de referència. Van ser observades per primera vegada el 1659 per Christiaan Huygens, i gràcies a aquestes va poder mesurar el període de rotació de Mart: n'obtingué el valor d'un dia. El 1666, Giovanni Cassini el va fixar en 24 h 40 m, valor molt proper al vertader. Comparant els dibuixos fets en un interval de prop de 300 anys, s'ha establert el valor de 24 h 37 m 22,7s per al dia sideral (el període de rotació de la Terra és de 23 h 56 m 4,1s).
De la duració del dia sideral, es dedueix fàcilment que el dia solar marcià té una duració de 24 h 39 m 35,3s. El dia solar mitjà, el temps entre dos passos consecutius del Sol pel meridià del lloc, dura 24h 41 min 18,6 s. El dia solar a Mart té, igual que en la Terra, una duració variable, açò es deu al fet que els planetes seguixen òrbites el·líptiques al voltant del Sol que no es recorren amb uniformitat. A Mart, la variació és encara més gran a causa de l'elevada excentricitat de la seva òrbita. Per a major comoditat en els seus treballs, els responsables de les missions nord-americanes d'exploració de Mart han decidit unilateralment donar al dia marcià el nom de «sol», sense preocupar-se pel fet que eixa veu significa sòl en francès i designa en castellà, en portuguès i en català la llum solar o, escrit amb majúscula, l'astre central del nostre sistema planetari. L'any marcià dura 687 dies terrestres o 668,6 sols. Quan tinguem la necessitat de tenir un calendari, aquest ha de constar de dos anys de 668 dies per cada tres anys de 669 dies.
Mart té períodes estacionals semblants als de la Terra, encara que les seves estacions són més llargues, perquè un any marcià és quasi dues vegades més llarg que un any terrestre. La diferencia en la distància al Sol causa una variació de temperatura d'uns 30 °C en el punt subsolar entre l'afeli i el periheli.
Els pols de Mart són senyalats per dos casquets polars de color blanc enlluernador, que han facilitat molt la determinació de l'angle que forma l'equador del planeta amb el pla de la seva òrbita, angle equivalent a l'obliqüitat de l'eclíptica a la Terra. Les mesures fetes per Camichel sobre clixés obtinguts al Pic du Midi, han donat per a aquest angle 24° 48’. Des de l'exploració espacial, s'accepta un valor de 25,19°, un mica més gran que l'obliqüitat de l'eclíptica (23° 27’).

## Superfície

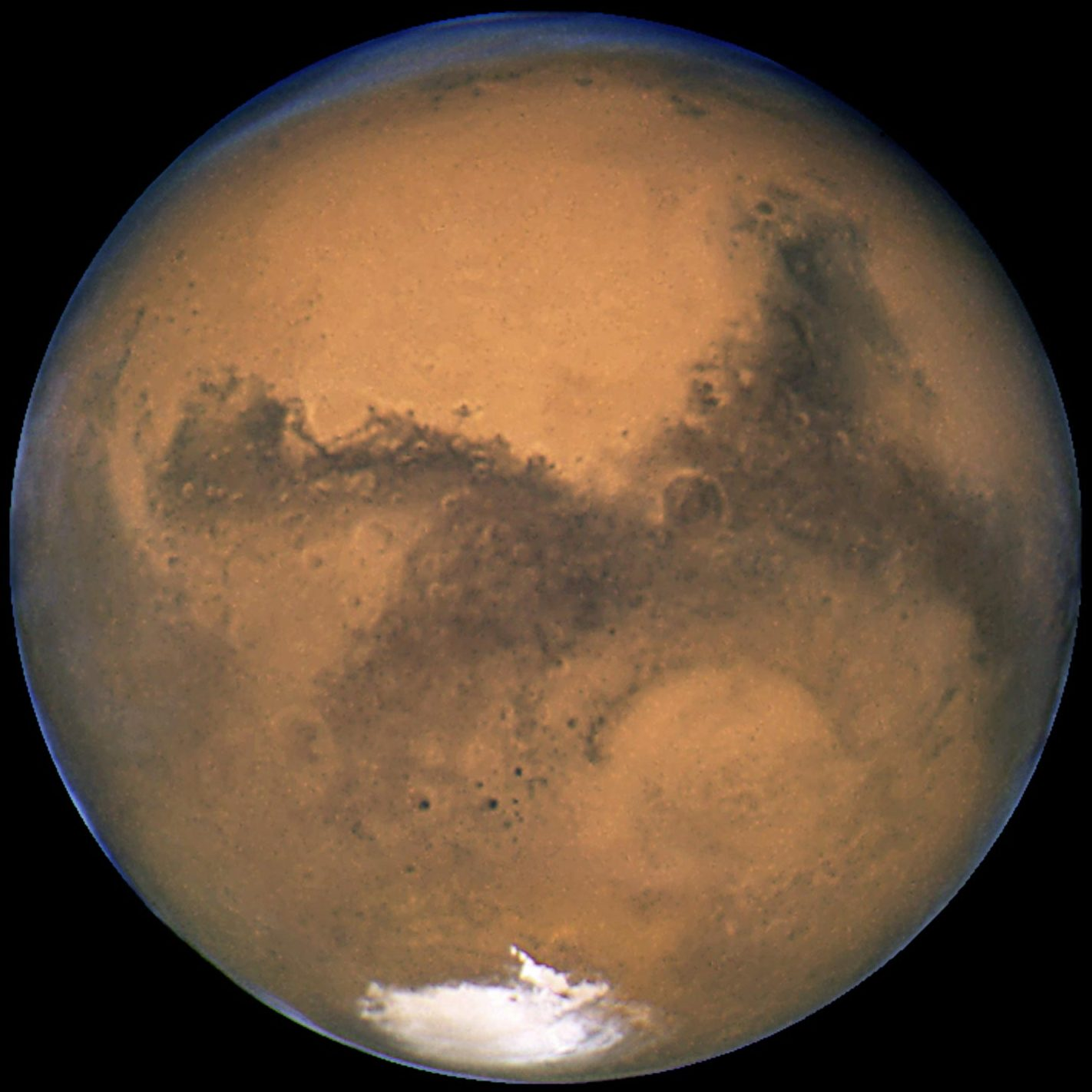
Foto captada pel Telescopi Espacial Hubble el 2003.

La ciència que estudia les característiques de la superfície de Mart s'anomena areografia i la que n'estudia la seva composició és l'areologia (d'Ares, el déu de la guerra dels antics grecs).

### Geografia
La superfície de Mart presenta característiques morfològiques tant de la Terra com de la Lluna: cràters, camps de lava, volcans, llits secs de rius i dunes de sorra. Però l'aspecte general del paisatge marcià difereix del que presenta el nostre satèl·lit a conseqüència de l'existència d'una tènue atmosfera a Mart. En particular, el vent carregat de partícules sòlides produïx una ablació que, en el curs dels temps geològics, ha arrasat molts cràters. Aquests són, per consegüent, molt menys nombrosos que en la Lluna i la major part d'aquests tenen les muralles més o menys desgastades per l'erosió. D'altra banda, els enormes volums de pols arrossegada pel vent cobreixen els cràters menors, les anfractuositats del terreny i altres accidents poc importants. Entre els cràters d'impacte, destaca Hellas Planitia a l'hemisferi sud, de 2.000 km de diàmetre i 6 km de profunditat. Molts dels cràters d'impacte més recent tenen una morfologia que suggereix que la superfície era humida o plena de fang quan va ocórrer l'impacte.
Prop de l'equador, hi ha una brusca elevació de diversos quilòmetres d'alçada que divideix Mart en dues regions clarament diferenciades. El nord és pràcticament pla, jove i profund; el sud, en canvi és alt, vell i escarpat, amb cràters semblants a les regions altes de la Lluna. Les raons d'aquesta dicotomia global són desconegudes.
Hi ha unes regions brillants de color taronja rogenc, que reben el nom de deserts, i que s'estenen per les tres quartes parts de la superfície del planeta donant-li eixa coloració rogenca característica o, millor dit, el d'un immens pedregar, ja que el sòl es troba cobert de pedres, cantells i blocs. D'altra banda, des de la Terra i per mitjà de telescopis, s'observen unes taques fosques (taques d'albedo) que no es corresponen a accidents topogràfics, sinó que són regions on el terreny és cobert d'una pols fosca. Aquestes regions poden canviar lentament quan el vent arrossega la pols. La taca fosca més característica n'és Syrtis Major, que simplement és un pendent menor de l'1% i sense res ressaltable.

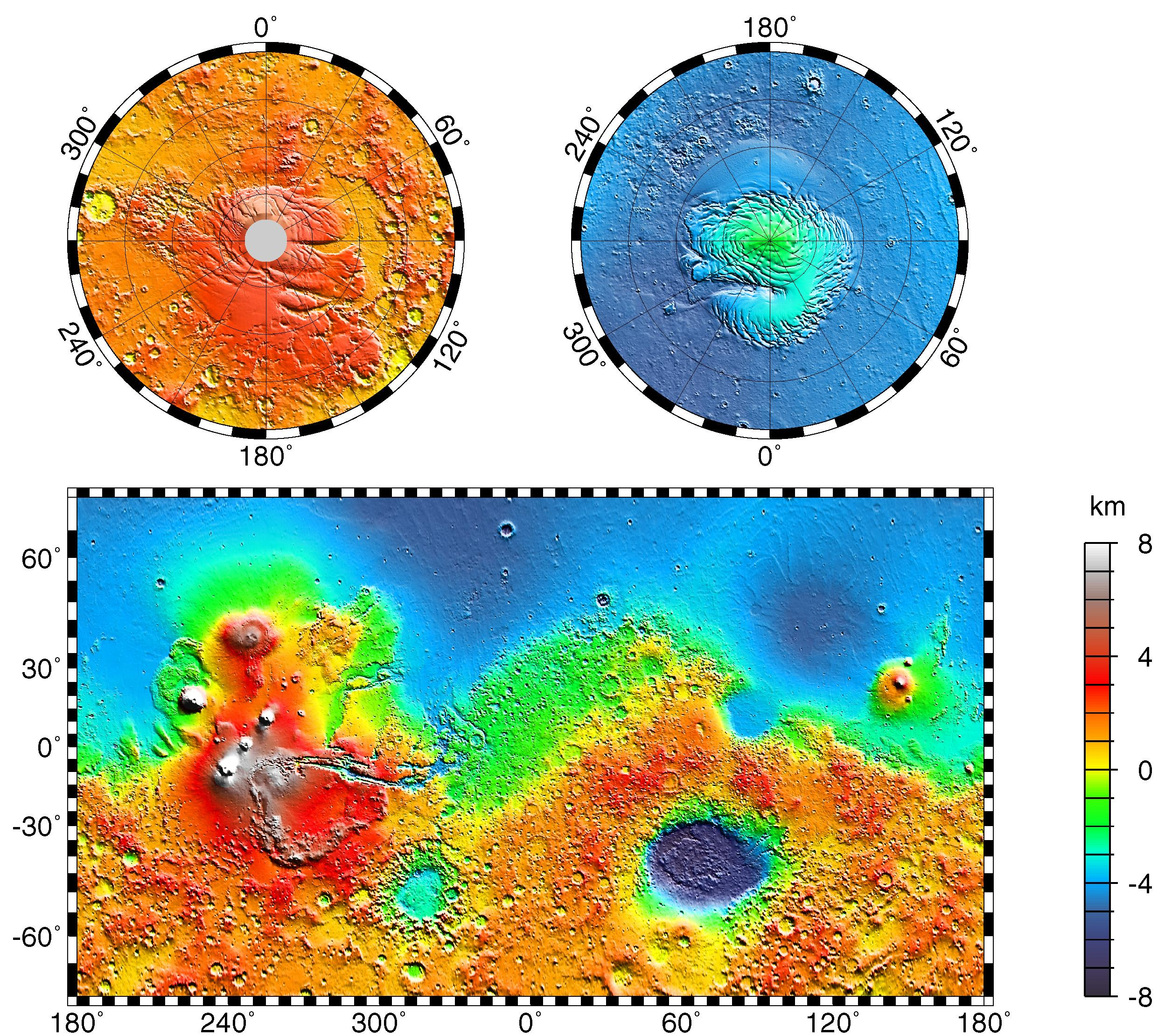
Mapa topogràfic de Mart, cortesia NASA/JPL-Caltech. Accidents notables: Volcans de Tharsis a l'oest (incloent-hi Olympus Mons), Valles Marineris a l'est de Tharsis, i Hellas Planitia a l'hemisferi sud.

Una característica que domina part de l'hemisferi nord és l'existència d'una enorme inflor que conté el complex volcànic de Tharsis. En aquest, es troba Olympus Mons, el volcà més gran del sistema solar. Té una altura de 25 km (més de dues vegades i mitja l'altura de l'Everest), i la seua base té una amplària de 600 km. Al seu peu, les colades de lava han creat un sòcol que forma un penya-segat de 6 km d'altura. Cal afegir la gran estructura col·lapsada d'Alba Patera. Les àrees volcàniques ocupen el 10% de la superfície del planeta. Alguns cràters mostren senyals de recent activitat i tenen lava petrificada en els seus vessants.
Pròxim a l'equador i amb una longitud de 2.700 km, una amplària de fins a 500 km, i una profunditat d'entre 2 i 7 km, es troba Valles Marineris, un descomunal congost que deixa xicotet el Gran Canyó del Colorado. Es va formar per l'afonament del terreny a causa de la formació de la inflor de Tharsis.

### Geologia
La composició del planeta Mart és fonamentalment basalt volcànic amb un alt contingut en òxids de ferro que proporcionen el característic color roig de la superfície. Per la seva naturalesa, s'assembla a la limonita, òxid de ferro molt hidratat. Així com en les crostes de la Terra i de la Lluna predominen els silicats i els aluminats, en el sòl de Mart són preponderants els ferrosilicats. Els seus constituents principals són, per ordre d'abundància: oxigen (43,8%), silici (22,4%), ferro (12,1%), alumini (5,5%), magnesi (4,3%), calci (3,8%) i també titani i altres components en quantitats menors. Per a una anàlisi més detallada de la composició del sòl marcià vegeu: Resultats del Pathfinder.

La Mars Exploration Rover Opportunity, obtingué aquesta imatge panoràmica en color real del lloc anomenat 'Solander Point', durant un dia marcià o 'sol' de juny de 2013.

A diferència de la Terra, Mart no té un camp magnètic global. Tanmateix, la Mars Global Surveyor, en òrbita marciana, ha detectat camps magnètics locals de baixa intensitat en diverses regions de l'escorça. S'ha descobert que les magnetitzacions residuals de roques ocorren en bandes alternatives de 160 km d'ample per 1.000 km de llarg, semblants a les observades en les dorsals marines de la Terra. Aquesta inesperada troballa pot tenir interessants implicacions per a la història geològica de Mart. Actualment, Mart no presenta tectònica de plaques activa. No hi ha proves de moviments horitzontals recents en la superfície com ara muntanyes originades per plegament. Però és possible que hagués tingut tectònica de plaques en els moments inicials de la seva història. En aquest cas, això podria haver ajudat a mantenir una atmosfera semblant a la terrestre, transportant roques riques en carboni cap a la superfície, mentre que la presència del camp magnètic hauria ajudat a protegir el planeta de la radiació còsmica. Però també hi ha altres explicacions possibles.
És interessant destacar la labor desenvolupada sobre la superfície marciana de la Mars Exploration Rover Opportunity en missió des de gener de l'any 2004. La seva principal fita científica és la recerca i anàlisi de roques i sòls que puguin contenir proves de la presència d'aigua, en qualsevol estat, a la superfície Marciana. L'Opportunity forma part del programa global de la NASA per a l'exploració de Mart. L'Opportunity va complir els 3000 sols marcians de servei Sobre la superfície de Mart el 2 de juliol de 2012, i avui continua la seva missió multiplicant la seva durada al planeta per més de 30 vegades, respecte a allò inicialment programat.
L'estiu de 2024 el rover Curiosity va trobar cristalls de sofre a la superfície del planeta, concretament a Gediz Vallis, de manera completament inesperada. Aquesta troballa significa una nova tasca per als científics, intentar esbrinar què significa la presència de sofre pur a Mart i quin paper ha tingut a la història del planeta.

### Aigua
Segons diversos estudis, sembla que en el passat Mart va tenir oceans, llacs i abundants cursos d'aigua; ja que aleshores tenia una atmosfera molt més densa, que retenia millor el vapor, i temperatures més elevades, que permetien que hi hagués aigua líquida on ara només podria haver-hi glaç. En qualsevol cas, la superfície del planeta conserva verdaderes xarxes hidrogràfiques, la majoria avui seques, i una clara evidència de l'erosió en diversos llocs de Mart per causa de l'aigua (i també del vent).
Actualment, l'atmosfera de Mart conté un 0,01% estimat d'aigua en forma de vapor. També hi ha aigua glaçada a la superfície del planeta, com van detectar el gener del 2004 la sonda europea Mars Express i al juliol del 2008 la sonda estatunidenca Phoenix. Existeix un veritable cicle de l'aigua a Mart, diferent del de la Terra, a causa de les condicions ambientals del planeta, amb pressió atmosfèrica i temperatures relativament inferiors a les terrestres. Amb anterioritat a l'any 2004, quan es descobriren dipòsits d'aigua a Mart, es sospitava que l'aigua al planeta sublimava, és a dir, que podia passar directament d'estat sòlid a gasós al sòl i viceversa, sense passar pel líquid, i que ho feia a una temperatura de –80 °C. Actualment, se sap de l'existència de dipòsits i fluxos d'aigua líquida al subsòl marcià que emergeix a l'exterior depenent de certes condicions subjacents a l'àrea planetària analitzada. Aquesta qüestió ha fet plantejar una nova anàlisi del rang global de temperatures al planeta Mart.
La càmera situada al Mars Global Surveyor de la NASA, va proporcionar la nova evidència dels dipòsits d'aigua en imatges preses el 2004 i 2005. Aquestes observacions, donaven l'evidència més certa fins a la data que l'aigua encara flueix ocasionalment per la superfície de Mart. Els investigadors proposen que l'aigua pot romandre líquida el temps suficient, després d'arrencar cap a l'exterior des d'una font subterrània, per a endur-se costa avall deixalles abans totalment congelades. Els dipòsits frescos d'aigua suggereixen que en alguns llocs i durant cert temps a l'actual Mart, l'aigua que roman líquida sota terra està emergint i fluint breument per cursos i vessants. Això obeeix a certes influències estacionals o de temporada en les diferents regions geogràfiques del planeta marcià. El to de llum observat en els dipòsits podria ser degut tant a l'efecte d'una superfície gelada, on l'aigua es torna en gel preservat que reposa contínuament en el cos del dipòsit, com degut a la formació d'una crosta salada, el que seria un senyal dels efectes de l'aigua en la concentració de les sals.
L'agost del 2011, el programa de la NASA Mars Exploration Program va informar que, en les latituds mitjanes de l'hemisferi sud de Mart, es trobaven canvis estacionals en el terreny i que la millor explicació d'aquests canvis era la presència d'un flux d'aigua líquida salada.

En l'exploració del planeta roig, la Mars Express va trobar evidències de sediments foscos en el que seria la formació d'un delta en el cràter Eberswalde, prova que en aquest possiblement hi hagués un antic llac. Aquesta descoberta reafirma les hipòtesis sobre el passat aquós de Mart. Tot i que només es conserva una part del cràter per l'impacte d'un meteorit que provocà la formació del cràter Holden, de 140 km de diàmetre, el delta, d'uns 115 km², i els seus canals d'alimentació, estan ben conservats. Tots dos cràters, Eberswalde i Holden, eren en la llista de quatre possibles destinacions per al proper astromòbil de la NASA a Mart, que es va llençar a finals del 2011 i al que la missió Mars Express ha ajudat en la recerca del millor lloc d'aterratge.

L'evidència que actualment existeixen fluxos d'aigua líquida al planeta Mart, ha estat confirmada de nou per la NASA durant el mes de setembre de l'any 2015. Aquesta ratificació es basa en les noves troballes fetes per la Mars Reconnaissance Orbiter (MRO), en les que es confirma que l'aigua flueix intermitentment sobre la superfície de Mart i que hi pot haver fenòmens de desgel estacional. Aquesta certesa ha plantejat als científics noves preguntes sobre l'estat fluid de l'aigua al planeta, la qual es troba en aquesta condició de manera temporal en la seva superfície i permanentment en el seu subsòl. Conseqüentment, ha resultat inevitable que també es posés sobre la taula la qüestió respecte a si hi ha un hàbitat prou humit sota terra que sigui propici per a la vida.

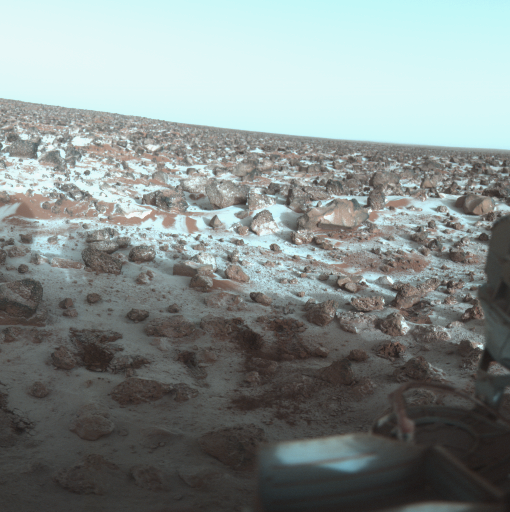
Fotografia de la superfície marciana gebrada, presa per la Viking Lander 2 en el mateix lloc d'aterratge (Utopia Planitia), durant el maig de 1979.

### Casquets polars
La superfície del planeta presenta diversos tipus de formacions permanents, entre les quals les més fàcils d'observar són dues grans taques blanques situades en les regions polars, considerades com una mena de casquets polars del planeta. Abans de l'any 2006 se sospitava que el vapor d'aigua se sublimava a Mart aproximadament a -80 °C, i el gas carbònic ho feia a –120 °C. Degut a la posterior descoberta d'aigua líquida fluint en superfície durant l'estació marciana més càlida, s'ha calgut plantejar el fet d'ampliar l'interval de temperatures planetàries. S'ha considerat que, degut a condicions de temperatura a l'interior del planeta però també climàtiques, l'aigua marciana adquireix les seves característiques de fluid degut a poder gaudir d'unes temperatures relativament superiors durant la seva fase líquida, arribant a sobrerefredar-se a uns -70 °C (o 203 K) abans de congelar-se.

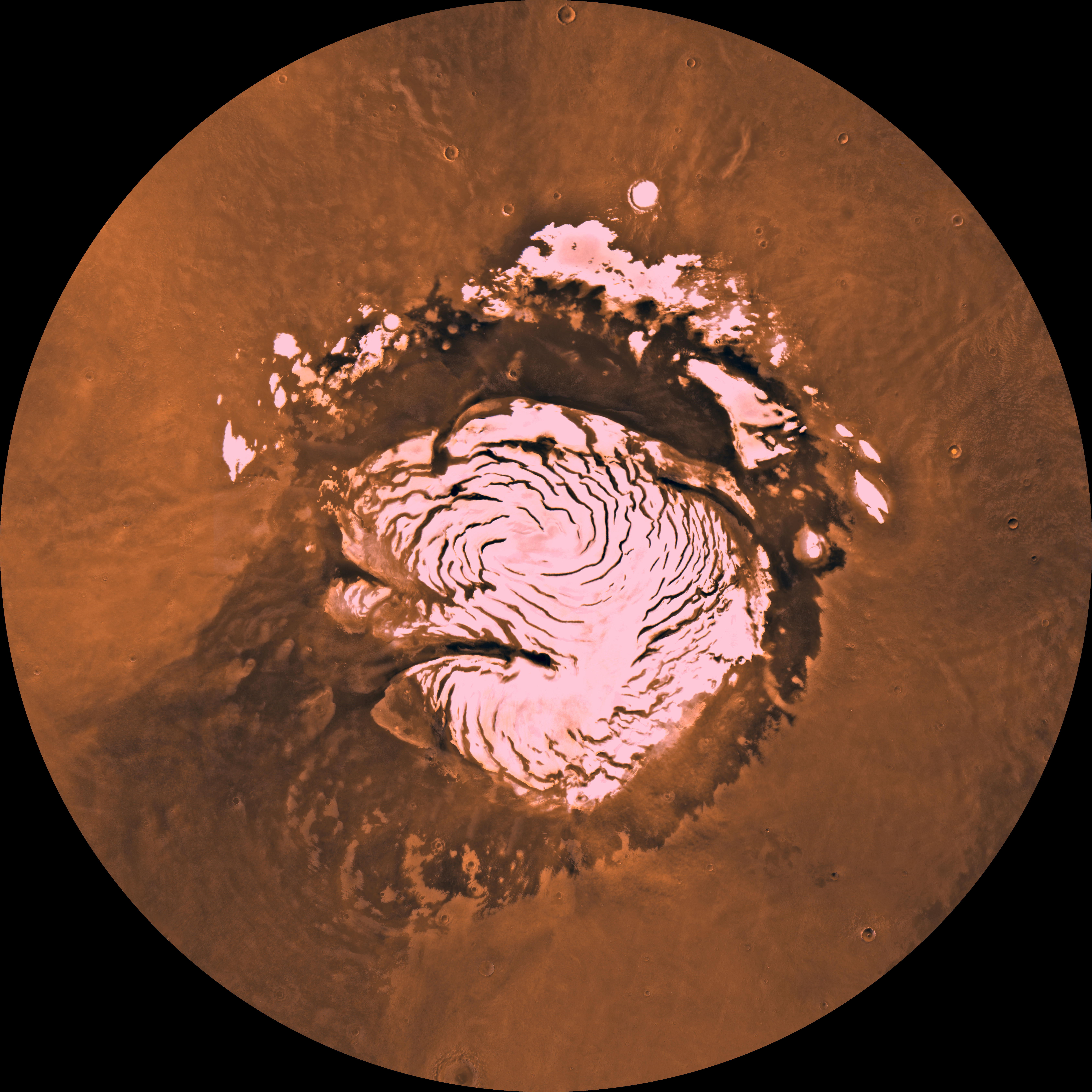
Pol nord de Mart (cortesia NASA/JPL-Caltech) observat amb filtre de color. Per això el color rosat que s'observa en el gel del casquet polar.

La diferència planetària de temperatures confereix als casquets Polars de Mart un caràcter singular. Quan arriba l'estació freda, el dipòsit de gel perpetu comença a cobrir-se amb una capa de rosada blanca que és deguda, com ja s'ha dit, a la condensació del vapor d'aigua atmosfèric; després, en continuar abaixant la temperatura i passar adquirir els seus rangs més inferiors, desapareix l'aigua congelada sota un mantell de neu carbònica que s'estén al casquet polar fins a sobrepassar a vegades el paral·lel dels 60°. Això és degut a les característiques que presenta la parcial congelació d'una atmosfera marciana més abundant en CO₂ que la de la Terra. Recíprocament, en l'hemisferi oposat, la primavera fa que la temperatura augmenti per damunt de –120 °C, la qual cosa provoca la sublimació de la neu carbònica i el retrocés del casquet polar; després, quan el termòmetre s'eleva a més de –70 °C, se sublima, al seu torn, la rosada blanca; apareix llavors certa proporció d'aigua fluida per la superfície i subsisteixen els gels permanents, però com que el fred torna aviat aquests no patiran una ablació important. La massa de gel perpetu té una grandària d'uns 100 quilòmetres de diàmetre i uns 10 metres de grossària. Així, els casquets polars són formats per una capa molt prima de gel de CO₂ («gel sec») i, especialment el casquet sud, per una altra capa més ampla de gel d'aigua. En l'estiu austral, el diòxid de carboni se sublima per complet, deixant una capa residual de gel d'aigua. En cent anys d'observació, el casquet polar sud ha desaparegut dues vegades per complet, mentre el nord no ho ha fet mai. Cal seguir ampliant les investigacions per acabar de confirmar si hi ha una capa semblant de gel d'aigua sota el casquet polar nord, ja que la capa de diòxid de carboni mai desapareix per complet; però totes les proves que es van obtenint indiquen que podria ser així. Aquesta diferència entre els casquets polars marcians es deu al fet que, encara que el clima en l'hemisferi sud és més rigorós, les curtes estacions de la primavera i estiu de l'hemisferi austral ocorren quan el Sol és en el periheli, així les màximes temperatures ocorren en l'hemisferi sud i el casquet pateix per això. Al mateix temps, les temperatures més baixes també ocorren en el sud perquè la tardor i l'hivern són llargs i el Sol és en l'afeli.

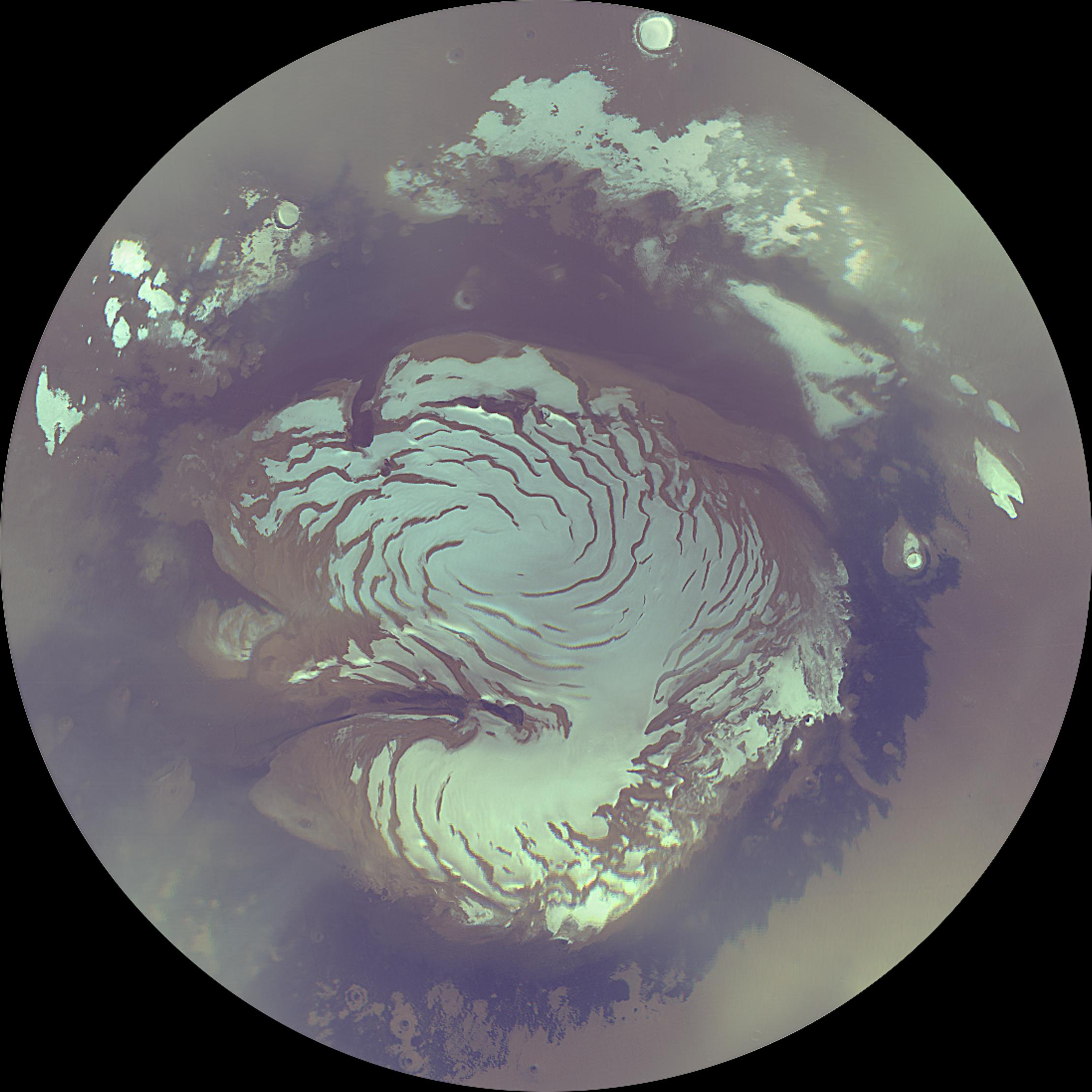
Casquet del pol nord marcià, observat sense filtre de color. Apareix certa nuvolositat, el blanc gel polar i una superfície planetària menys rogenca.

Els casquets polars mostren una estructura estratificada amb capes alternants de gel i distintes quantitats de pols fosca. No se sap de ciència certa el mecanisme causant de l'estratificació, però pot ser deguda a canvis climàtics relacionats amb variacions a llarg termini de la inclinació de l'equador marcià respecte al pla de l'òrbita. També podria haver-hi aigua oculta sota la superfície a menors latituds. Els canvis estacionals en els casquets produïxen canvis en la pressió atmosfèrica global del voltant d'un 25% (mesurats en els llocs d'aterratge dels Viking).
La Mars Global Surveyor va determinar a finals del 1998 que la massa total de gel del casquet polar nord equival a la meitat del gel que existeix a Groenlàndia i constituïx la major reserva d'aigua del sistema solar, exceptuada la Terra. A més, el glaç del pol nord de Mart s'assenta sobre una gran depressió del terreny cobert per «glaç sec». Els nous trets topogràfics suggereixen que el casquet nord marcià mostra un gran monticle de gel, tallat per un remolí semicircular que podria ser obra del vent. El casquet gelat pareix elevar-se abruptament des del terreny adjacent amb vessants escarpades i acabant en un altiplà de gel. El gel presenta en els vores del casquet bandes clares i fosques que pareixen indicar processos de sedimentació. No hi ha empremtes d'impacte, la qual cosa significa que el casquet i els seus dipòsits podrien tenir només 100.000 anys. En canvi, el casquet del H. Sud, format segons pareix només de CO₂ («gel sec»), mostra cràters d'impacte que podrien indicar una antiguitat de 1.000 milions d'anys.

## Vida
Les teories actuals que prediuen les condicions en què es pot trobar vida requereixen la disponibilitat d'aigua en estat líquid. És per això tan important la seva recerca. Un estudi publicat en 2015 per la NASA va concloure que fa 4.300.000.000 anys i durant 1500 milions d'anys, el planeta va tenir un extens oceà a l'hemisferi nord, amb un volum més gran que el de l'Àrtic, suficient per cobrir tot el territori marcià amb 130 m d'aigua.
Traces de gas metà van ser detectades en l'atmosfera de Mart en 2003 la qual cosa és considerat un misteri, ja que sota les condicions atmosfèriques de Mart i la radiació solar, el metà és inestable i desapareix després de diversos anys, cosa que indica que deu existir en Mart una font productora de metà que manté aquesta concentració en la seva atmosfera, i que produeix un mínim de 150 tones de metà cada any. La sonda Mars Science Laboratory (coneguda pel seu sobrenom "Curiosity") inclou un espectròmetre de masses que busca mesurar la diferència entre 14 C i 12C per determinar si el metà és d'origen biològic o geològic.
No obstant això, en el passat va existir aigua líquida en abundància i una atmosfera més densa i protectora; aquestes són les condicions que es creuen més favorables que va haver de desenvolupar-se la vida a Mart. El meteorit ALH84001 que es considera originari de Mart, va ser trobat a l'Antàrtida al desembre de 1984 per un grup d'investigadors del projecte ANSMET i alguns investigadors consideren que les formes regulars podrien ser microorganismes fossilitzats.

## Atmosfera
L'atmosfera de Mart és molt tènue, amb una pressió superficial de només 7 a 9 mil·libars enfront dels 1.033 mbars de l'atmosfera terrestre. Això significa que és només una centèsima part de la terrestre. La pressió atmosfèrica varia amb l'altitud, des de quasi 9 mil·libars en les depressions més profundes fins a 1 mil·libar al cim de l'Olympus Mons. La composició de l'atmosfera marciana és fonamentalment diòxid de carboni (95,3%) amb un 2,7% de nitrogen, un 1,6% d'argó i traces d'oxigen (0,15%), monòxid de carboni (0,07%) i vapor d'aigua (0,03%). La proporció d'altres elements és ínfima i la seva dosificació escapa a la sensibilitat dels instruments fins ara emprats. Cal puntualitzar que, com que la investigació planetària de Mart és un procés continu i progressiu, aquestes dades han de posar-se entre parèntesis; especialment a partir de l'any 2015, en que ha estat corroborada la presència d'aigua líquida (donades certes condicions) al planeta. El que ha suposat per a la comunitat científica la certesa d'aigua subterrània i en superfície, és l'ampliació de les investigacions per arribar a esbrinar amb més exactitud quines són les concentracions més fiables o realistes dels gasos atmosfèrics arreu del planeta. El contingut d'ozó sembla 1.000 vegades menor que a la Terra, per això la capa d'ozó marciana, que es troba a 40 km d'altura, és incapaç de bloquejar de la mateixa manera que succeeix a la Terra, la radiació ultraviolada.
L'atmosfera marciana no és blava, com la de la Terra, sinó d'un suau color rosa salmó a causa de la dispersió de la llum pels grans de pols molt fins procedents del sòl ferruginós. És prou densa per a albergar vents molt forts i grans tempestats de pols que, a vegades, poden englobar al planeta sencer durant mesos. Aquest vent és el responsable de l'existència de dunes d'arena en els deserts marcians. Els núvols poden presentar-se en tres colors: blancs, grocs i blaus. Els núvols blancs són de vapor d'aigua condensada o de diòxid de carboni en latituds polars. Els grocs, de naturalesa pilosa, són el resultat de les tempestats de pols i es componen de partícules d'1 micròmetre. A l'hivern, en les latituds mitjanes, el vapor d'aigua es condensa en l'atmosfera i forma núvols lleugers de finíssims cristalls de gel. En les latituds extremes, la condensació del diòxid de carboni forma altres núvols que consten de cristalls de neu carbònica.
L'atmosfera marciana és de la segona generació. La que va tenir en un principi, una vegada format el planeta, n'ha donat pas a una altra, els elements de la qual no provenen directament de la nebulosa primitiva. Una atmosfera de la segona generació és el resultat de l'activitat del planeta. Així, el vulcanisme aboca a l'atmosfera determinats gasos, entre els quals predominen el gas carbònic i el vapor d'aigua. El primer queda en l'atmosfera, en tant que el segon tendeix a congelar-se en el sòl fred. El nitrogen i l'oxigen no són produïts a Mart més que en ínfimes proporcions. Al contrari, l'argó és relativament abundant en l'atmosfera marciana. Açò no és gens estrany: els elements lleugers de l'atmosfera (hidrogen, heli, etc.) són els que més fàcilment es dissipen en l'espai interplanetari perquè els seus àtoms i molècules, en xocar entre si, aconsegueixen la segona velocitat còsmica; els gasos més pesants acaben per combinar-se amb els elements del sòl; l'argó, encara que lleuger, és prou pesant perquè el seu escapament cap a l'espai interplanetari siga difícil i, d'altra banda, en ser un gas neutre o inert, no es combina amb els altres elements; així, encara que es desprenga del sòl en ínfimes proporcions, es va acumulant amb el temps.
La dèbil atmosfera marciana produïx un efecte d'hivernacle que augmenta la temperatura superficial uns 5 graus, molt menys que allò que s'ha observat a Venus i a la Terra. En els inicis de la seva història, Mart era molt paregut a la Terra. Igual que en la Terra, la majoria del seu diòxid de carboni es va utilitzar per a formar carbonats en les roques. Però, en no tenir una tectònica de plaques, és incapaç de reciclar cap a l'atmosfera gens d'aquest diòxid de carboni i, així, no pot mantenir un efecte d'hivernacle significatiu.
Mart no té un cinturó de radiació, encara que sí que hi ha una dèbil ionosfera que té la seva màxima densitat electrònica a 130 km d'altitud.
Encara que no hi ha proves d'activitat volcànica actual, recentment la nau europea Mars Express ha trobat traces de metà en una proporció de 10 parts per 1.000 milions. Aquest gas només pot tenir un origen volcànic o biològic. El metà no pot romandre massa temps a l'atmosfera marciana i s'estima en uns 400 anys el temps que pot trigar un determinat volum d'aquest gas a desaparèixer de l'atmosfera de Mart; això suposa que hi ha una causa d'origen física o una font permanent que el produeix. El més probable és que romangui al planeta una veritable activitat subterrània constant o que, per exemple, l'activitat volcànica com la de d'Olympus Mons no acabés de colp fa 100 milions d'anys.

## Climatologia
Sobre les temperatures que regnen a Mart, encara no es disposa de dades suficients que permeten conèixer la seva evolució al llarg de l'any marcià i en les diferents latituds i, molt menys, les particularitats regionals. Tampoc no resulta còmoda la comparació de les temperatures registrades per les diferents sondes que han explorat aquell planeta: a més que s'han emprat instruments de diverses índoles, també han variat les condicions del seu ús, ja que en certs casos la temperatura ha sigut mesurada en el mateix sòl, en d'altres, a una certa altura, en tant que altres sondes mesuraven la temperatura del sòl des de l'òrbita en què es trobaven satel·litzades.
- Per trobar-se Mart molt més lluny del Sol que la Terra, els seus climes són més freds, i tant més perquè l'atmosfera, en ser tan tènue, reté poca calor: d'ací que la diferència entre les temperatures diürnes i nocturnes sigui més pronunciada que en el nostre planeta. A això contribuïx també la baixa conductivitat tèrmica del sòl marcià. La duració del dia i de la nit a Mart és aproximadament la mateixa que a la Terra.
- La temperatura en la superfície depèn de la latitud i presenta variacions estacionals. La temperatura mitjana superficial és d'uns 218 K (–55 °C). La variació diürna de les temperatures és molt elevada, com correspon a una atmosfera tan tènue. Les màximes diürnes, en l'equador i a l'estiu, poden aconseguir els 20 °C o més, mentre les màximes nocturnes poden aconseguir fàcilment –80 °C. En els casquets polars, a l'hivern, les temperatures poden baixar fins a –130 °C.
- En una d'eixes ocasions, Mart es trobava al més prop possible del Sol i, llavors, es va registrar a l'equador, en ple estiu, una temperatura de 27 °C, en tant que al pol de l'altre hemisferi, on imperava llavors l'hivern, es mesuraven –128 °C. El 1976, Mart es trobava, al contrari, a la seva màxima distància del Sol quan van arribar a eix planeta les sondes Viking. La primera d'aquestes va aterrar a una latitud (22,46°N), que és aproximadament la de L'Havana o de La Meca a la Terra; allí, malgrat trobar-se l'hemisferi a l'estiu, la màxima temperatura diürna registrada va ser de –13 °C (a les 15 hores) i la mínima de –86 °C (a les 6, abans de l'eixida del Sol). Per la seva banda, el segon Viking es va posar a la latitud de 47,89°N (aproximadament la de Viena) i va mesurar allí, també en ple estiu, temperatures màximes i mínimes que, com a mitjana, van ser respectivament de –38 i –89 °C.
- Enormes tempestats de pols, que persisteixen durant setmanes i fins i tot mesos, enfosquint tot el planeta, poden sorgir de sobte (encara que són més freqüents després del periheli del planeta) i a l'hemisferi sud, quan allí és el final de la primavera, són causades per vents de més de 150 km/h. Així com, a la Terra, un vent de 50 a 60 km/h és suficient per a alçar núvols de pols, a Mart, donada l'ínfima densitat de l'aire, només un vendaval d'uns 200 km/h pot produir el mateix efecte, encara admetent que el sòl és sec (i ja hem vist que, per la seva consistència, és carregat d'humitat congelada). Aquestes tempestats, observades des de Terra pels astrònoms i que aconsegueixen una dimensió planetària, tenen l'origen en la diferència d'energia del Sol que rep el planeta en l'afeli i en el periheli, causades per l'elevada excentricitat de l'òrbita marciana. Quan Mart es troba en les proximitats del periheli de la seva òrbita (o siga, a la seva mínima distància del Sol), la temperatura s'eleva en l'hemisferi sud per ser finals de primavera i amb el plus del major acostament al Sol. Això causa que el sòl perda la seva humitat. En certes regions, especialment entre Noachis i Hellas, es desencadena llavors una violenta tempesta local que arranca al sòl sec imponents masses de pols. Est, per ser molt fi, s'eleva a grans altituds i, en unes setmanes, cobreix no sols tot un hemisferi sinó fins i tot la quasi totalitat del planeta. La pols en suspensió en l'atmosfera causa una neula groga que enfosqueix els accidents més característics del planeta. En interferir l'entrada d'energia solar, les temperatures màximes disminuïxen, però al seu torn actua com una manta que impedeix la dissipació de la calor, per la qual cosa les mínimes n'augmenten. En conseqüència, l'oscil·lació tèrmica diürna disminuïx dràsticament. Així va ocórrer el 1971, impossibilitant durant cert temps les observacions que havien d'efectuar les quatre sondes (dues Mars soviètiques i dues Mariner americanes) que acabaven d'arribar al planeta roig. Eixos vels de pols que es traslladen d'una part a una altra, que cobreixen i descobreixen estacionalment regions d'un altre color o matís, i eixos vents que orienten les partícules del sòl i les dunes, expliquen els canvis de color que afecten el disc marcià vist des de la Terra i que tant havien intrigat els astrònoms durant més d'un segle.
- Durant un any marcià, part del CO₂ de l'atmosfera es condensa en l'hemisferi on és hivern, o se sublima del pol a l'atmosfera quan és estiu. En conseqüència, la pressió atmosfèrica té una variació anual.

### Les estacions a Mart
Igual que la Terra, l'equador de Mart és inclinat respecte al pla de l'òrbita un angle de 25,19°. Ambdós plans es tallen assenyalant una direcció que s'anomena punt Àries (Vernal) en la Terra o punt Vernal de Mart quan l'òrbita talla ascendentment l'equador del planeta. Ambdós punts es prenen com a origen de les longituds solars (aerocèntriques, en honor del déu Ares) Ls, mesurades sobre l'òrbita, o de les Ascensions Rectes As, mesurades sobre l'equador. La primavera comença en l'hemisferi nord en l'equinocci de primavera quan el Sol travessa el punt vernal passant de l'hemisferi sud al nord (Ls = 0 i creixent). En el cas de Mart, açò té també un sentit climàtic. Els dies i les nits duren igual i comença la primavera en el H. nord. Esta dura fins que Ls = 90° solstici d'estiu en què el dia té una duració màxima en l'hemisferi nord i mínima en el sud.
Anàlogament, Ls = 90°, 180°, i 270° indiquen per a l'hemisferi nord el solstici d'estiu, equinocci tardorenc, i el solstici hivernal, respectivament, mentre que en l'hemisferi sud és al revés. Per ser la duració de l'any marcià aproximadament doble que el terrestre, també ho és la duració de les estacions.
La diferència entre les seves duracions és major perquè l'excentricitat de l'òrbita marciana és molt major que la terrestre. Heus ací la duració de les quatre estacions a Mart:

| ESTACIÓ          | ESTACIÓ           | DURACIÓ A MART | DURACIÓ A MART | DURACIÓ TERRA |
| hemisferi boreal | hemisferi austral | Sols           | Dies           | Dies          |
| primavera        | tardor            | 194            | 199            | 92,9          |
| estiu            | hivern            | 178            | 183            | 93,6          |
| tardor           | primavera         | 143            | 147            | 89,7          |
| hivern           | estiu             | 154            | 158            | 89,1          |

La comparació amb les estacions terrestres mostra que, així com la duració d'aquestes difereix com a màxim en 4,5 dies, a Mart, a causa de la gran excentricitat de l'òrbita, la diferència arriba a ser primerament de 51 sols.

Actualment, el H. nord gaudeix d'un clima més benigne que el H. sud. La raó és evident: l'hemisferi nord té tardors (143 dies) i hiverns (154 dies) curts i, a més, quan el Sol és en el periheli, donada l'excentricitat de l'òrbita del planeta, fa que siguen més benignes. A més, la primavera (194 dies) i l'estiu (178 dies) són llargs, però si el Sol és en l'afeli són més freds que els de l'H. sud. Per a l'H. sud la situació és la inversa. Hi ha, per tant, una compensació parcial entre ambdós hemisferis pel fet que les estacions de menys duració tenen lloc quan el planeta és en el periheli i llavors rep del Sol més llum i calor. A causa de la retrogradació del punt Vernal i a l'avanç del periheli, la situació es va decantant cada vegada més. En 2.940 anys terrestres, el periheli s'alinearà amb el solstici d'hivern. Carl Sagan va proposar el 1971, per a conciliar l'evident erosió hídrica amb l'actual escassetat de vapor d'aigua, la teoria del «llarg hivern». Amb l'alineació del periheli amb el solstici d'hivern, tindrem per a l'H. nord, curts hiverns i molt benignes (per la seva proximitat al periheli) i llargs estius. Al revés, en l'H. sud. Això provocaria que l'extens i gros casquet polar nord siga transferit, a través de l'atmosfera, al casquet polar sud. En l'operació, la major part dels gels d'aigua i CO₂ es trobarien en forma de vapor en l'atmosfera, i produirien un efecte d'hivernacle. S'elevaria la temperatura superficial, augmentaria la pressió i, durant uns pocs milers d'anys, s'interrompria el "llarg hivern" per a donar lloc a una "curta primavera". Al cap de 27.850 anys la situació s'invertiria. 

## Satèl·lits de Mart
Vegeu l'article Satèl·lits de Mart.

## Astronomia en el cel de Mart
Els planetes superiors o exteriors mai no passen entre el Sol i la Terra ni mai se'ls veu en creixent ni en quart; les seves fases són poc marcades, fet que és fàcil de demostrar per la geometria elemental. Considerant el triangle Sol-Mart-Terra, l'angle de fase és el que formen el Sol i la Terra vistos des de Mart. Aconsegueix el seu valor màxim en les quadratures quan el triangle STM és rectangle en la Terra. Per a Mart, aquest angle de fase no és mai major de 42°, i el seu aspecte de disc geperut és anàleg al que presenta la Lluna 3,5 dies abans o després de la lluna plena. Aquesta fase, fàcilment visible amb un telescopi d'aficionat, no va aconseguir ser vista per Galileo Galilei, qui només en va suposar l'existència.

### Observació del Sol
Vist des de Mart, el Sol té un diàmetre aparent de 21' (en comptes de 31,5 a 32,6' que té vist des de la Terra). Els científics que van manejar Spirit i Opportunity li van fer observar una posta solar. Es va poder observar com desapareix ocult entre la pols en suspensió en l'atmosfera.

### Observació dels eclipsis solars de Fobos
Les càmeres de la nau Opportunity van captar el 10 de març del 2004 l'eclipsi parcial de Sol causat pel satèl·lit Fobos. El satèl·lit tapa una gran part del Sol a causa que és més gran que Deimos i orbita molt més prop de Mart. L'eclipsi de Deimos captat el 4 de març del 2004 és comparable a un trànsit d'un planeta.

### Observació de la Terra
Vista des de Mart pels futurs astronautes, la Terra serà un magnífic estel blavós i tan brillant com Júpiter, almenys durant els períodes favorables (conjuncions inferiors de la Terra), ja que el nostre globus presentarà, vist des de Mart, les mateixes fases que Venus vista des de la Terra. També, igual que Venus i Mercuri, la Terra serà un astre alternativament matutí i vespertí. Amb un telescopi instal·lat a Mart, podrà apreciar-se l'espectacle resultant de la conjugació dels moviments de la Terra i de la Lluna, així com de la combinació de les fases d'ambdós astres: pas de la mitjana Lluna sobre la meitat fosca del disc terrestre; pas del sistema Terra-Lluna davant del disc solar durant els eclipsis.

### Trànsits de la Terra pel disc solar
El 10 de novembre del 2084, ocorrerà el pròxim trànsit de la Terra pel disc solar vist des de Mart. Aquests trànsits es repeteixen aproximadament cada 79 anys. Els trànsits d'octubre-novembre ocorren quan el planeta Mart és en oposició i prop del node ascendent. Els trànsits d'abril-maig es donen quan és en el node descendent. El trànsit d'11 de maig del 1984 previst per J. Meeus va servir d'inspiració a l'escriptor Arthur C. Clarke
per a escriure Transit of Earth, en el qual un astronauta deixat sol a Mart descriu el rar fenomen astronòmic poc abans de morir a causa de la falta d'oxigen.

## Observació de Mart
Si dins de l'òrbita marciana es dibuixa la de la Terra, l'el·lipse de la qual és molt menys allargada, pot observar-se també que la distància de la Terra a Mart es troba subjecta a grans variacions. En el moment de la conjunció, o siga, quan el Sol se situa entre ambdós planetes, la distància entre aquests pot ser de 399 milions de quilòmetres i el diàmetre aparent de Mart de 3,5"; durant les oposicions més favorables, aquesta distància queda reduïda a menys de 56 milions de quilòmetres i el diàmetre aparent de Mart és de 25". Durant l'oposició, assoleix una magnitud de -2,0 i en les oposicions perihèliques -2,8, i és el planeta més brillant a excepció de Venus i Júpiter. Donada la menudesa del globus marcià, la seva observació telescòpica només presenta interès en els períodes que precedeixen i segueixen a les oposicions.

### Història de l'observació de Mart
Tycho Brahe va mesurar escrupolosament el moviment de Mart en el cel. Les seves excel·lents observacions astronòmiques, acuradament registrades, van permetre a Johannes Kepler descobrir la naturalesa el·líptica de l'òrbita marciana, i per extensió de totes les òrbites planetàries, que fins llavors es consideraven circulars. Kepler va resumir els seus descobriments en tres lleis, actualment conegudes amb el nom de lleis de Kepler.
Fins al segle xvii, la motivació principal de l'observació de Mart era astrològica. Un cop inventat el telescopi, Galileo Galilei, al voltant del 1610, ja va descriure Mart com un disc, donant-li entitat de món, com la Lluna o la Terra. El 1659, Christiaan Huygens va descriure i dibuixar la primera i més òbvia característica de Mart, un triangle fosc anomenat més endavant Syrtis Major. Seguint aquesta marca, Huygens va deduir correctament la durada del dia marcià, una mica més llarg que el de la Terra. Cap a la dècada del 1670, Giovanni Cassini va detectar les marques brillants i blanques dels pols.
A finals del segle xvii, William Herschel, un músic reconvertit a astrònom, va millorar l'òptica dels telescopis i va continuar l'observació de Mart. Va corroborar l'existència dels pols, i la seva expansió durant l'hivern, així com la seva gairebé desaparició durant l'estiu. Va justificar aquest fet argumentant que el planeta roig també té una inclinació axial similar a la de Terra. Això sí, les estacions eren aproximadament el doble de llargues a Mart. També va observar taques brillants i mòbils que interpretà encertadament com a núvols.
En les dècades que seguiren, nombrosos estudiosos varen dibuixar diferents mapes de Mart i donaren nom a les taques fosques i clares de la seva superfície. Molts d'aquests mapes, però, es contradeien entre si i duien noms dels mateixos astrònoms o d'altres personatges.
El 1877, durant l'acostament de Mart a l'òrbita terrestre, Giovanni Schiaparelli va dibuixar el millor mapa del planeta roig fet fins aleshores. A més, va proposar tot un seguit de noms en llatí que, adaptats, encara s'usen avui dia, ja que van ser acceptats per la Unió Astronòmica Internacional el 1958. Tal com ja s'havia fet a la Lluna, s'associaven les taques fosques amb masses d'aigua i les brillants amb superfícies terrestres. Alguns exemples: Mare Sirenum, 'mar de les sirenes', Solis lacus, 'llac del Sol', Utopia, Arcadia, etc.

## Exploració

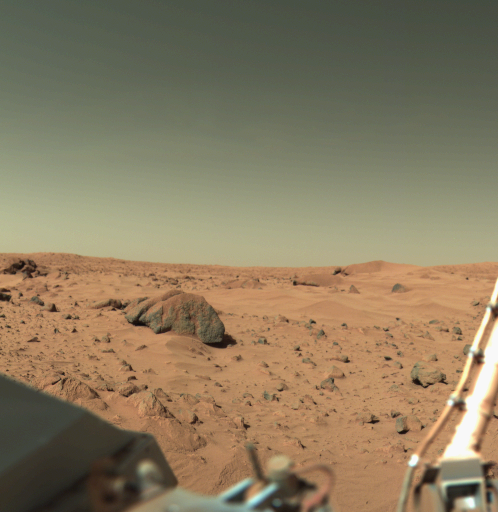
Fotografia de la superfície de Mart presa al capvespre per la Viking 1.

La primera sonda que va visitar Mart va ser la Mariner 4 el 1965. Junt amb les Mariner 6 i 7, que van arribar a Mart el 1969, només van aconseguir observar un Mart ple de cràters i paregut a la Lluna. Va ser la Mariner 9, la primera a col·locar-se en òrbita marciana, enmig d'una espectacular tempesta de pols, la primera a aguaitar un Mart amb canals que pareixien xarxes hídriques, vapor d'aigua en l'atmosfera, i que suggeria un passat de Mart ben diferent al present. 

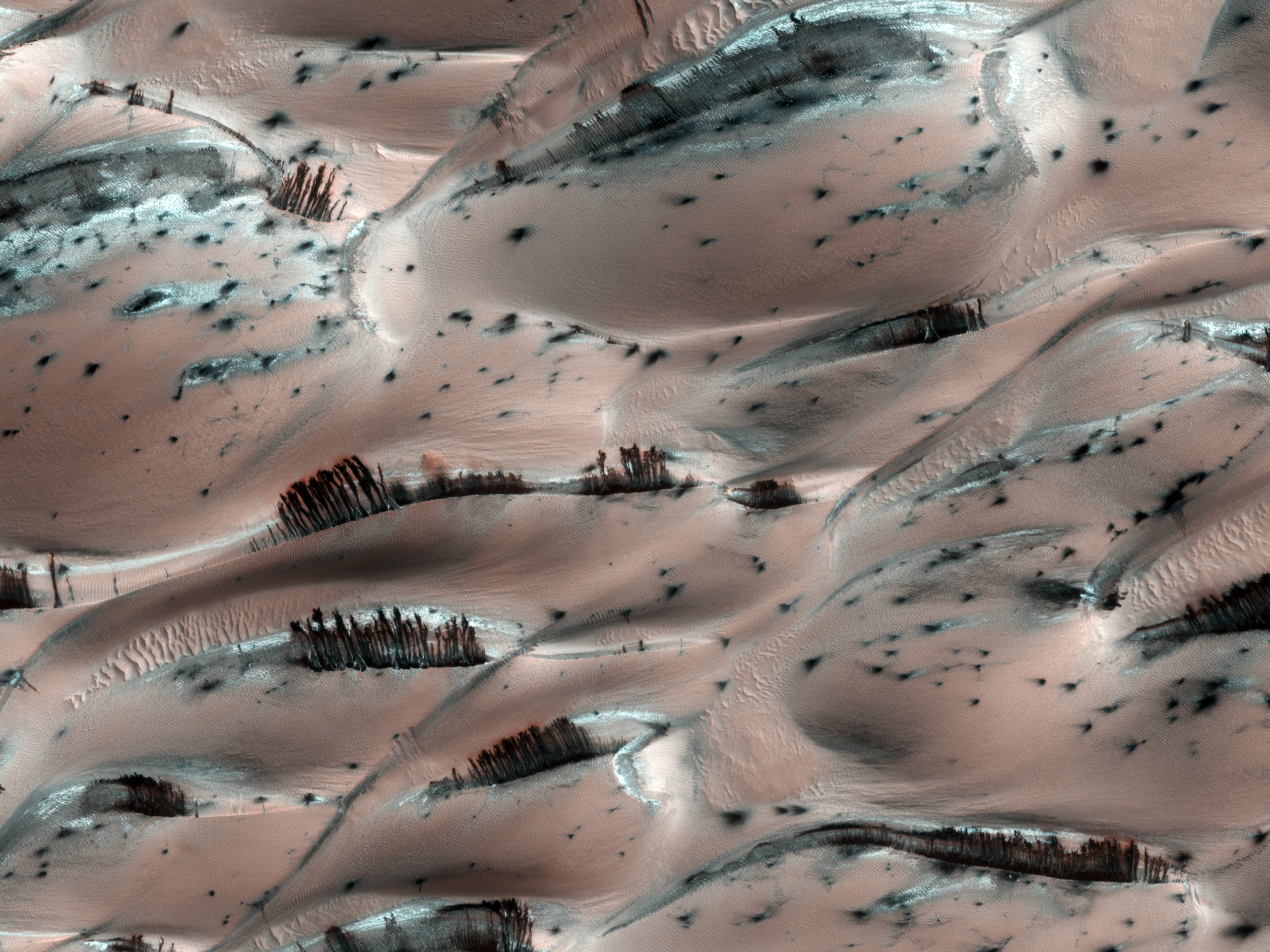
Imatge de la Mars Reconnaissance Orbiter (2008), on la característica sorra salmonada marciana de les dunes està motejada per sorra negra i alhora coberta pel gebre i per unes allargades formes marrons.

Les primeres naus a aterrar a Mart van ser les Viking 1 i 2, el 1976. Els resultats negatius en els seus experiments biològics van propiciar una aturada de 20 anys en l'exploració marciana. El 4 de juliol del 1997, la Mars Pathfinder va aterrar amb èxit a Mart i va provar que era possible que un xicotet robot (el Mars rover Sojourner) es passejara pel planeta. El 2004, una missió científicament més ambiciosa va portar-hi dos robots, Spirit i Opportunity, que van aterrar en dues zones de Mart diametralment oposades. El dia 1 d'abril del 2006, aquests robots continuen encara analitzant les roques de Mart a la recerca d'aigua i pareix que hagen trobat vestigis d'un antic mar o llac salat. La Mars Express, la Mars Odyssey i la Mars Global Surveyor són altres sondes que han arribat a Mart en els últims anys i que continuen encara la seva missió científica.
L'última sonda a arribar a Mart ha estat la Mars Reconnaissance Orbiter (MRO), que va posar-se en òrbita marciana en data de 10 de març del 2006. El 29 de setembre de 2006, la Mars Reconaissance Orbiter va prendre les primeres imatges d'alta resolució de Mart. Aquest aparell es tracta d'un giny espacial multipropòsit, dissenyat per a dur a terme el reconeixement i l'exploració de Mart des de l'òrbita planetària. Un dels principals objectius de la missió de la MRO, és cartografiar el paisatge marcià amb les seves càmeres d'alta resolució; així s'aconsegueix el doble objectiu de poder ampliar els coneixements de la comunitat científica sobre les característiques del planeta i alhora servir de valuosa ajuda en la tria dels llocs d'aterratge per a missions futures en superfície.
En l'actualitat (segona dècada del segle xxi), la MRO segueix jugant un paper important en l'elecció de possibles llocs d'aterratge i en proporcionar dades crítiques de navegació durant el transcurs dels diversos aterratges efectuats. A més a més, la MRO va tenir la tasca de buscar les restes de les prèviament naus perdudes Mars Polar Lander i Beagle 2. Aquesta darrera, fou trobada a principis de 2015. Després que les seves principals operacions científiques s'hagin completat, s'ha ampliat la missió de la sonda perquè sigui el sistema de comunicació i navegació per a les sondes Landers i Rover.
Això dit, mai ha suposat un inconvenient perquè la MRO segueixi utilitzant el seu equip científic a bord; sigui per a estudiar el clima marcià, el temps que fa a determinades zones del planeta, l'atmosfera i la geologia diversa, o també per a cercar signes d'aigua líquida arreu (als casquets polars, a l'equador planetari...), en un estat superficial com en un estat subterrani.

## Meteorits de Mart
Els meteorits SNC, anomenats així pels tipus de roca xergotita, naclita i cassinyi, són originaris de Mart.

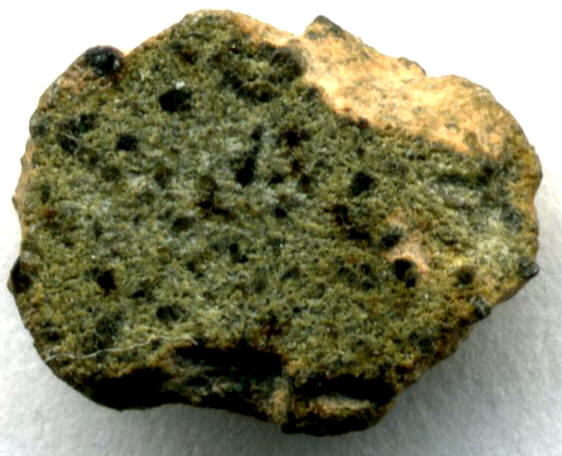
Mostra de xergotita de 6mm (peridotita marciana), trobada al nord-oest d'Àfrica.

Aquest grup de meteorits, comprèn 12 unitats que comparteixen un conjunt de propietats similars que són altament anòmales en comparació amb altres mostres de meteorits. La investigació d'aquestes propietats característiques, ha portat a especular que els meteorits SNC poden tenir el seu origen en un "cos principal" de la mida d'un planeta en el sistema solar interior. Des que va ser suggerit per la comunitat científica, per primera vegada a mitjans de 1970, que aquest cos pare podria haver estat el planeta Mart, l'estudi intensiu no només ha confirmat aquesta teoria radical, sinó que també va proporcionar proves convincents. En general pot afirmar-se que se'n coneix amb seguretat l'origen perquè, entre altres aspectes, s'han trobat al seu interior xicotetes bombolles de gas, la composició del qual coincideix amb la mesurada en roques marcianes per les sondes Viking.
El 6 d'agost del 1996, el Dr. David McKay de la NASA va anunciar la identificació de compostos orgànics en el meteorit marcià ALH84001. El meteorit va ser ejectat de Mart per un impacte meteòric fa 15 milions d'anys, va caure a l'Antàrtida fa 13.000 anys i va ser trobat el 1984. Procedeix d'una roca provinent de Mart solidificada fa uns 4.500 milions d'anys, quan es va formar el planeta. Molts científics no van estar d'acord amb l'anunci, al qual van qualificar de prematur i probablement equivocat. Les revelacions extraordinàries requereixen proves extraordinàriament fiables. La mera presència de restes com les que crea el material orgànic, no significa que tingui relació amb la vida, encara que una explicació no biològica sigui improbable. El desembre del 1997, un grup de científics va desmentir totalment la NASA demostrant que en la roca hi havia minerals d'aparença semblant a alguns microorganismes, però amb un origen químic i sense res a veure amb la vida.